# Comuna Șcerbanka, Razdelna
Șcerbanka (în ucraineană Щербанка) este o comună în raionul Razdelna, regiunea Odesa, Ucraina, formată din satele Nove, Novosilți și Șcerbanka (reședința).

## Demografie
Componența lingvistică a comunei Șcerbanka
     Ucraineană (73,59%)
     Rusă (15,22%)
     Română (9,66%)
     Alte limbi (0,53%)
Conform recensământului din 2001, majoritatea populației comunei Șcerbanka era vorbitoare de ucraineană (73,59%), existând în minoritate și vorbitori de rusă (15,22%) și română (9,66%).